# Ladysmith (British Columbia)
Ladysmith ist eine der älteren europäischen Siedlungen auf Vancouver Island, einer großen Insel vor der Westküste Kanadas. Ihr Erscheinungsbild entspricht dem einer Kleinstadt des frühen 20. Jahrhunderts. Der Ort liegt 23 km südlich von Nanaimo und 88 km nördlich von Victoria an der Ostküste im Cowichan Valley Regional District.
Die Kleinstadt ist international hauptsächlich als Geburtsort von Pamela Anderson bekannt.

## Geschichte
Ursprünglich wurde das Gebiet von der First Nation der Chemainus besiedelt. Seit ca. 3000 v. Chr. leben sie in der Kulleet Bay (im Raum Yellowpoint), am Shell Beach (gegenüber vom Hafen von Ladysmith) sowie am Coffin Point in der Nähe des Elliot Beach Park. Ab 1884 wurde ihr Land zunehmend verkauft. Die Chemainus First Nation und ihre Dörfer Shts'um'inus, Thuq'mi'n und Hwkwumluwhuthun wurden ins heutige Chemainus Indian Reserve 13 umgesiedelt, einem von vier Reservaten, die der Stamm heute bewohnt.
1899 gründete James Dunsmuir den Ort unter der Bezeichnung Oyster Harbour, um die Arbeiter der Kohleminen im 19 km nördlich gelegenen Extension anzusiedeln. Er ließ auch die Bahnlinie von Victoria her ausbauen. 1900 erfolgte die Umbenennung nach dem südafrikanischen Ort Ladysmith, der während des Burenkrieges belagert worden war, im Jahr 1904 erfolgte die Zuerkennung der kommunalen Selbstverwaltung (incorporated). Zahlreiche Straßen im Ort wurden nach britischen Armeeführern benannt.
Bereits 1911 hatte die Stadt 3.300 Einwohner, darunter zahlreiche Chinesen, Finnen, Belgier und Kroaten. Der größte Arbeitgeber waren die Kohlegruben. Doch die Minen waren schlecht gesichert, Methangasexplosionen kosteten zahlreiche Bergmänner das Leben. Am 5. Oktober 1909 tötete eine solche Explosion 32 Männer in der Grube von Extension. Es waren diese unsicheren Verhältnisse, die 1912–14 zu einem langen Streik in vielen Gruben Westkanadas führten. Zugleich begann der Bedarf an Kohle zu sinken. So wurde die Grube im April 1931 geschlossen. Ladysmith verlor fast die Hälfte seiner Bevölkerung.

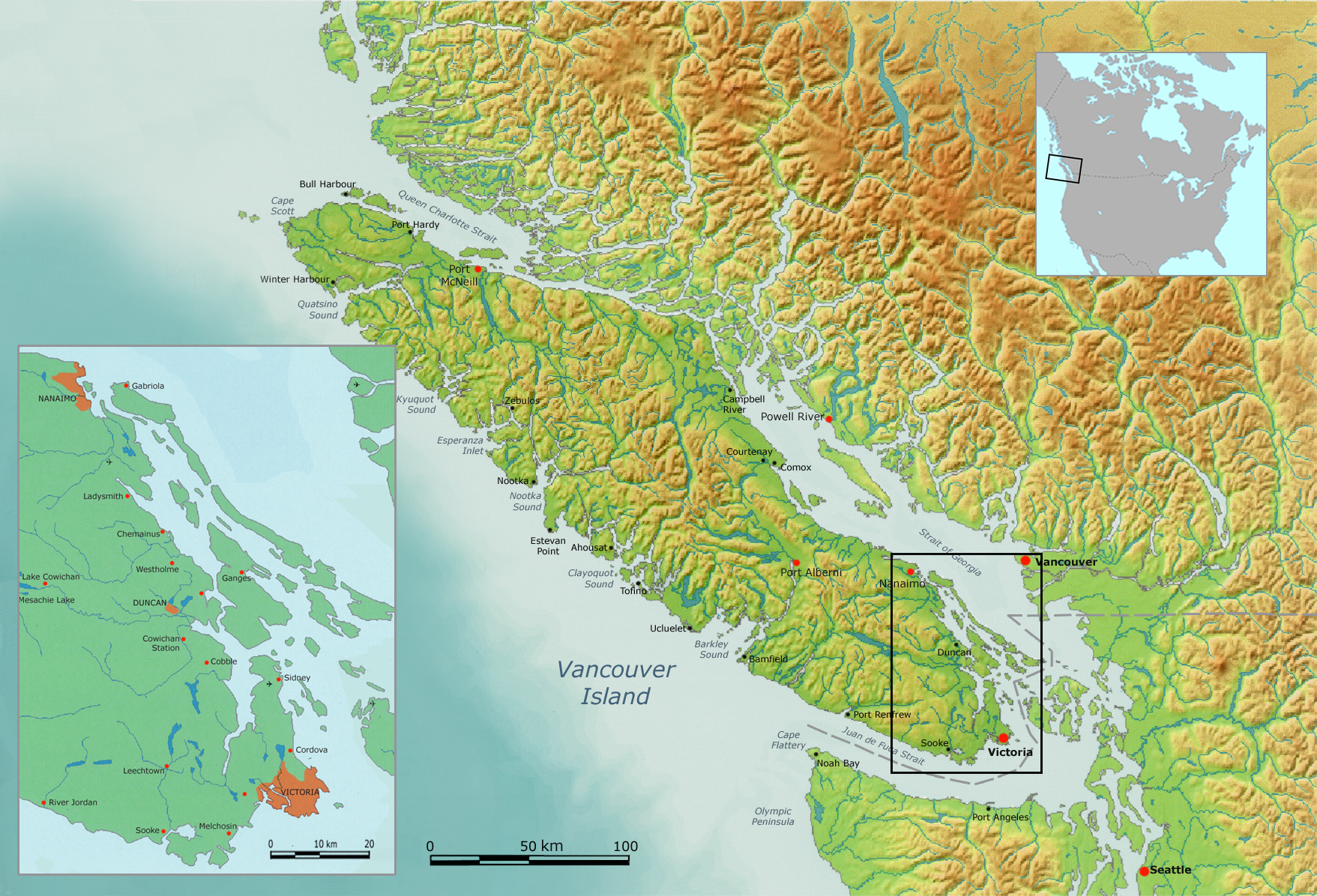
Lage von Ladysmith an der Südostküste von Vancouver Island

1935 erwarb die Comox Logging and Railway Company einen Teil des Douglasienwalds von den Rockefellers. Ende der 1940er Jahre beschäftigte die Holzindustrie rund 700 Menschen. Erst Ende der 1980er Jahre konnte die industrielle Monokultur aufgebrochen werden, die die Stadt immer wieder Booms und Katastrophen ausgesetzt hatte, sei es der Kohle, sei es der Holzwirtschaft. Austernfischerei und Tourismus spielen eine zunehmende Rolle.
Die Wiederbelebung der Downtown begann ebenfalls in den 1980er Jahren mit der Ausstellung von historischen Artefakten auf der 1st Avenue und am Transfer Beach. Die Häuser wurden wiederhergerichtet, Informationstafeln aufgestellt, Fotos der Stadt aus der Zeit von 1890 bis 1970 werden permanent ausgestellt. Ein Laden mit der Ausstattung der 50er Jahre ist an der Hauptstraße zu finden, dazu kommen zahlreiche Künstler, die sich hier angesiedelt haben. Außerdem verfolgt die Stadt inzwischen eine Politik der Aussöhnung mit der Chemainus First Nation und der Hul'qumi'num Treaty Group, die einen Vertrag mit der Regierung anstrebt.

## Demographie
Der Zensus im Jahr 2011 ergab für die Gemeinde eine Bevölkerungszahl von 7.921 Einwohnern. Die Bevölkerung hatte dabei im Vergleich zum Zensus von 2006 nur um 5,1 % zugenommen, während die Bevölkerung in der gesamten Provinz British Columbia gleichzeitig um 7,0 % anwuchs.

## Verkehr
Ein Flughafen (Flughafen Nanaimo, 9 km nördlich), eine Eisenbahnlinie (genutzt von Esquimalt and Nanaimo Railway) und die viel befahrene Verkehrsader Trans-Canada Highway (Highway 1) verbinden die Kleinstadt mit den wichtigsten Zentren von Vancouver Island und der Provinz.

## Söhne und Töchter der Stadt
- Pamela Anderson (* 1967), Schauspielerin
- Michelle Mylett (* 1989), Schauspielerin

## Belege
1. ↑  Statistics Canada: Population and dwelling counts, for Northwest Territories and census subdivisions (municipalities), 2016 and 2011 censuses, abgerufen am 5. Mai 2021
2. ↑  Statistics Canada (2011 Census). Ladysmith Community Profile, abgerufen am 5. Juli 2012.